# Ilchanidzi
Ilchanidzi (albo Hulagidzi) – dynastia pochodzenia mongolskiego panująca w Iranie  w latach 1256–1335.
Państwo Ilchanidów powstało w wyniku mongolskiego podboju Bliskiego Wschodu w XIII wieku. Założycielem dynastii był wnuk Czyngis-chana (1206–1227), Hulagu-chan (1256–1265), który w latach 1256–1260 w imieniu swojego brata, wielkiego chana Mongke przedsięwziął wielką wyprawę na Bliski Wschód. Zniszczył on kalifat Abbasydów i nizarytów, ale nie udało mu się pokonać Mameluków, którzy byli głównym przeciwnikiem Ilchanidów przez cały okres istnienia dynastii. Następcy Hulagu zaprzestali podbojów i zaczęli konsolidować nowo powstałe państwo, które przeżywało kryzys gospodarczy z powodu zniszczeń okresu najazdu oraz nieumiejętnej polityki gospodarczej mongolsko-tureckiej arystokracji koczowniczej, nastawionej na rabunkową eksploatację kraju. Przełomowym momentem w historii Ilchanidów było panowanie Mahmuda Ghazana (1295–1304), który przeszedł na islam i rozpoczął proces asymilacji dynastii z miejscową ludnością, i tym samym utożsamiania się z jej interesami. W związku z tym przeprowadził on szereg korzystnych dla swoich poddanych reform gospodarczych mających na celu ograniczenie wyzysku państwa i możnowładztwa. Jego następca Oldżajtu (1304–1316) ze zmiennym szczęściem próbował kontynuować tę politykę, która jednak załamała się, kiedy w roku 1317 władzę objął niepełnoletni Abu Sa’id (1317–1335). Okres regencji możnowładztwo wykorzystało do poszerzenia swoich wpływów kosztem ograniczenia władzy państwa i późniejsze próby usamodzielnionego już Abu Sa’ida zapobieżenia pogłębiającej się anarchii przyniosły mierne rezultaty. Kiedy zmarł on nie pozostawiając męskiego potomka, państwo Ilchanidów rozpadło się.

## Narodziny państwa

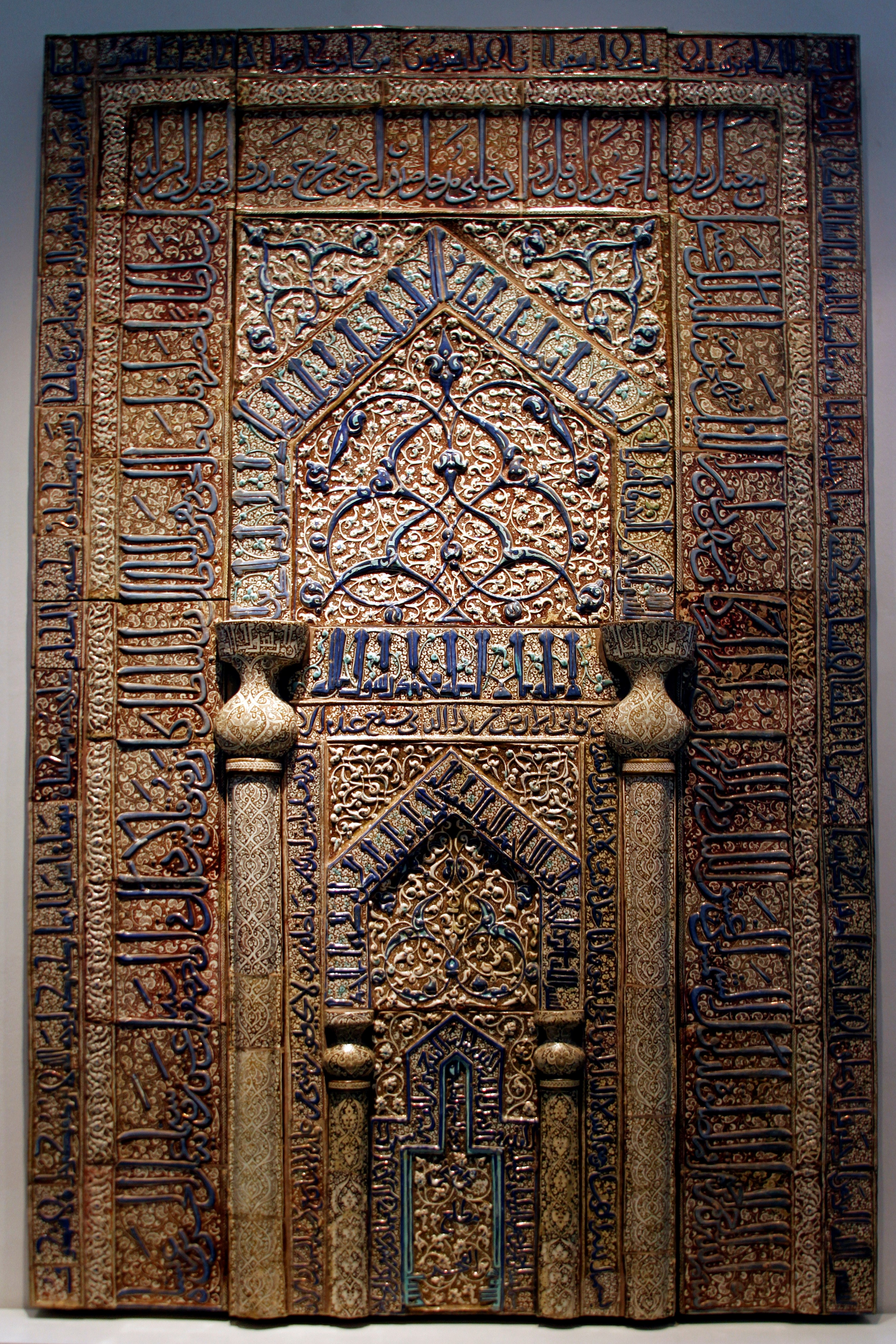
Tzw. Mihrab z Kaszanu z 1226 roku. Museum für Islamische Kunst w Berlinie

U początków państwa Ilchanidów stoi wojna Czyngis-chana z Chorezmem w latach 1219–1223, którą Mongołowie wygrali właściwie w ciągu pierwszych dwóch lat, zajmując środkowoazjatyckie tereny tego państwa. Z ogólnej klęski uratował się jednak syn szacha Ala ad-Dina Mohammada (1200–1220), Dżalal ad-Din (1220–1231). Udał się on na niezajęte przez Mongołów tereny południowego i zachodniego Iranu i starał się wzmocnić pozostałości dawnej potęgi Chorezmu prowadząc liczne wojny z sąsiadami. Dopiero w roku 1229 Ugedej wysłał wodza Czormagana z armią, która miała dokonać systematycznego podboju Bliskiego Wschodu. Czormagan walnie przyczynił się do śmierci ściganego przez siebie Dżalal ad-Dina w roku 1231 oraz podbił Fars i Kerman. W roku 1236 zdobył także Isfahan, zaś w latach 1236–1239 opanował Azerbejdżan, który w przyszłości miał stać się głównym ośrodkiem państwa Ilchanidów, oraz podporządkował Mongołom Gruzję i Armenię. Dzieło Czormagana kontynuował jego następca, Bajdżu, który w roku 1243 pokonał anatolijskich Seldżuków w bitwie pod Köse Dağ i podporządkował ich Mongołom. Kontrola Mongołów nad podlegającymi im terytoriami nie była jednak zbyt ścisła, pozostawieni przez nich u władzy miejscowi monarchowie cieszyli się różnym stopniem niezależności, zaś nizaryci ze swoimi twierdzami tworzyli szereg niepodległych enklaw. W dodatku Mongołowie mieli kłopoty ze zorganizowaniem cywilnej administracji.

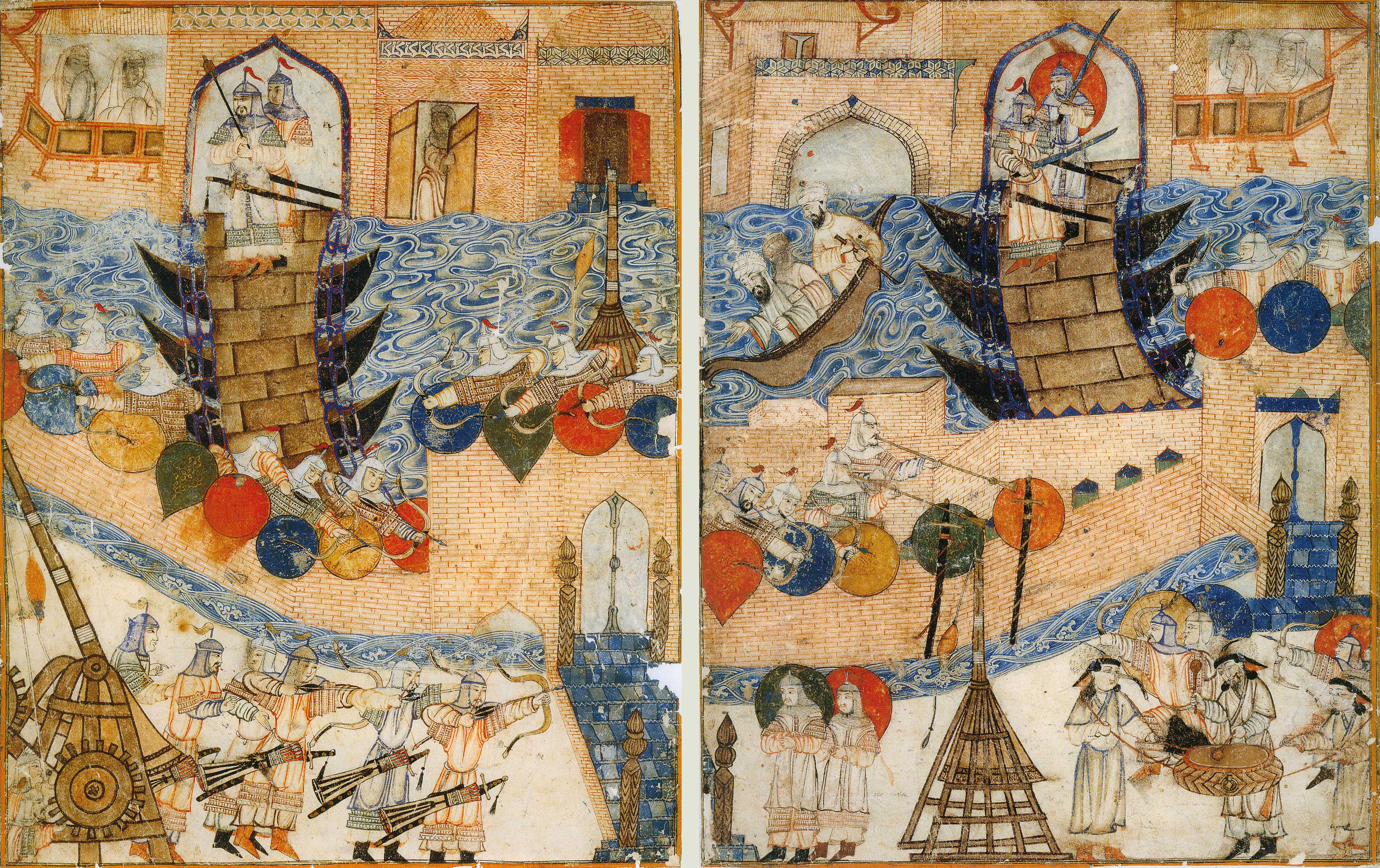
Zdobycie Bagdadu przez Mongołów. Ilustracja z Albumów Dieza. Początek XIV w., tusz i farby na papierze. Staatsbibliothek zu Berlin

Ten okres względnie luźnej kontroli zakończył się wraz z przybyciem Czyngisydy Hulagu-chana (1256–1265), założyciela dynastii, który w latach 1256–1260 z rozkazu Wielkiego Chana Mongke (1251–1259) przedsięwziął wielką wyprawę na Bliski Wschód. W kampanii roku 1256 zniszczył on nizarytów i pokonał buntujących się Seldżuków, a w roku 1258 zdobył Bagdad, obalając tym samym kalifat Abbasydów. Jednak jego dalsza ekspansja w kierunku Syrii została powstrzymana przez Mameluków, którzy w roku 1260 pokonali mongolską armię w bitwie pod Ajn Dżalut. 
Od śmierci Mongkego, po której wybuchła wojna domowa w imperium mongolskim, Hulagu-chan był właściwie władcą niezależnym, chociaż Ilchanidzi formalnie nadal uznawali zwierzchność Wielkiego Chana. Wtedy też w źródłach zaczyna się go określać mianem ilchana, który to tytuł zawiera mongolsko-tureckie słowo il oznaczające plemię, lud. Stąd tytuł ilchan należy rozumieć jako chana ludu jednej dzielnicy (ułusu). W zimie 1261/1262 wybuchła wojna pomiędzy Hulagu i chanem Złotej Ordy Berke (1257–1266), który rościł sobie pretensje do Kaukazu oraz jako muzułmanin nie ukrywał swojego gniewu z powodu zniszczenia przez Hulagu kalifatu. Ci dwaj mongolscy władcy poparli także dwóch różnych kandydatów na Wielkiego Chana w wojnie toczącej się w imperium.
W bitwie nad rzeką Terek w połowie stycznia 1262 roku wojska Złotej Ordy pokonały armię syna Hulagu, Abaki, jednak nie były w stanie podjąć trwałej okupacji Kaukazu i wycofały się na północ. Wojna Ilchanidów ze Złotą Ordą trwała aż do śmierci Berke w roku 1267 i przez cały okres panowania Ilchanidów wybuchała co jakiś czas na nowo. Sojusz Złotej Ordy z Mamelukami okazał się niezwykle trwały i nie tylko wiązał siły potrzebne Ilchanidom w Syrii, ale także pozwalał Mamelukom na sprowadzanie niewolników z kontrolowanych przez Złotą Ordę kipczackich stepów, co stanowiło główne źródło rekrutacji ich armii. Stanowił zatem jedną z głównych przyczyn niezdolności Ilchanidów do pokonania mameluckiego Egiptu. Popierany przez Hulagu Kubilaj (1260–1294) ostatecznie zwyciężył w walce o tytuł Wielkiego Chana i przyznał mu prawo do wszystkich zdobytych ziem oraz potwierdził jego tytuł ilchana – co było właściwie tylko uznaniem istniejącego już stanu rzeczy. Hulagu zmarł 8 lutego 1265 roku, a władzę w stworzonym przez niego państwie przejął jego najstarszy syn Abaka (1265–1282).

## Następcy Hulagu

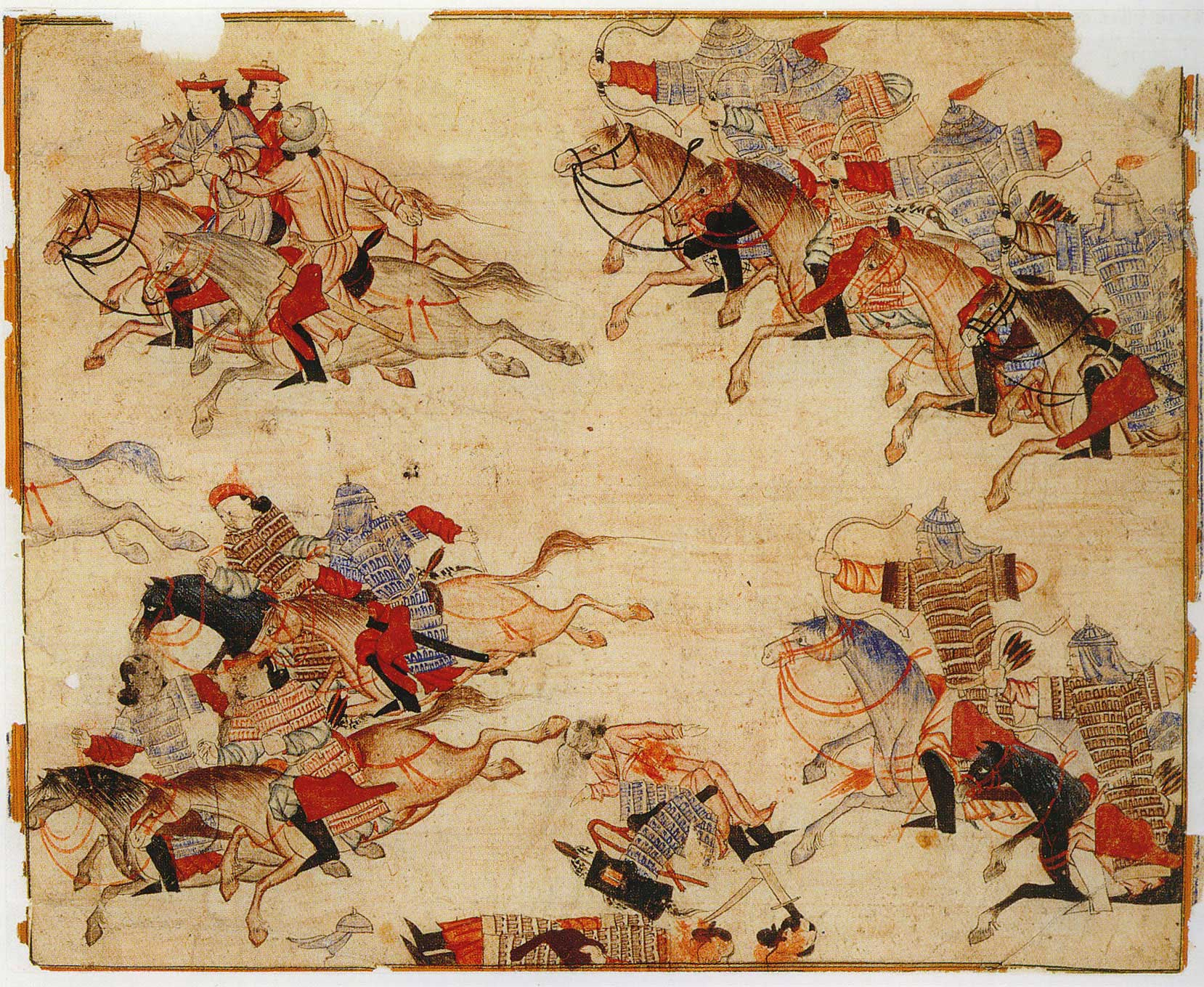
Mongolscy jeźdźcy ścigają pokonanych przeciwników. Ilustracja do Dżame at-Tawarich Raszidoddina. Pierwsza ćwierć XIV w., tusz i farby na papierze. Albumy Dieza w zbiorach Staatsbibliothek zu Berlin

Panowanie Abaki było czasem konsolidacji, podczas którego państwo nie dokonało już dalszych podbojów, ale budowało instytucje i zaznało pewnej stabilizacji. Od samego początku administracja była zdominowana przez muzułmanów, a na pierwsze miejsce wysunęła się rodzina Dżowajnich, na czele z Szams ad-Din Mohammadem, który był kolejno ministrem i wezyrem, jego zaś syn i brat sprawowali urzędy gubernatorów prowincji. Brak podbojów nie oznaczał jednak pokoju. W roku 1270 na ilchanat uderzył władca Chanatu Czagataja Barak (1266-1271), który dotarł aż do Heratu, gdzie jednak został pokonany w czerwcu tego roku. W odwecie w latach 1272–1273 Abaka wdarł się na tereny Czagataidów i splądrował Bucharę. Mongołowie urządzali czasem rajdy w głąb mameluckich posiadłości, jednak do zmasowanej inwazji na Syrię doszło dopiero w roku 1281, kiedy brat Abaki Möngke Temür przegrał bitwę pod Himsem.
W roku następnym Abaka zmarł i koczownicza arystokracja spierała się, czy ilchanem ma zostać jego brat, Tokudar (1282–1284), czy syn, Argun (1284–1291). Początkowo większość opowiedziała się po stronie Tokudara, jednak stracił on poparcie wśród mongolskiej arystokracji, kiedy jako muzułmanin zaczął otwarcie popierać islam. Ostatecznie Argun pokonał go i zabił. Niejako przy okazji rozprawił się też z rodziną Dżowajnich, która została oskarżona o korupcję i stracona. Wezyrem został mongolski oficer Buka, a w trzy lata później Żyd Sad ad-Daula. Ten ostatni dążył do uporządkowania spraw finansowych, jednak przez uparte pilnowanie dochodów państwa oraz obsadzanie najważniejszych stanowisk swoimi współbraćmi naraził się zarówno koczowniczej arystokracji, jak i muzułmanom. Oskarżany o to, że chce prześladować muzułmanów, a nawet zdobyć Mekkę i zbezcześcić Kaabę został zamordowany w roku 1291, kiedy Argun leżał złożony śmiertelną chorobą. Znaczącym wydarzeniem za panowania Arguna był wybuch w roku 1289 rebelii Nauruza, syna dawnego mongolskiego administratora Iranu Arguna Agi, której nie udało się stłumić. Nauruz reprezentował zarówno feudałów, którzy nie zgadzali się z próbami centralizacji władzy, jak i opcję promuzułmańską, opowiadającą się za porozumieniem z wyższymi muzułmańskimi warstwami.
Wieść o śmierci Arguna nie dotarła na czas do jego najstarszego syna, Mahmuda Ghazana, który był zajęty walkami z Nauruzem na wschodzie, i ilchanem został drugi syn Arguna, Gajchatu (1291–1295), uznawany za osobę niemoralną i ekscentryczną. W polityce zagranicznej zajmowały go głównie sprawy Anatolii, gdzie po zdobyciu w roku 1291 Akki, ostatniej enklawy krzyżowców w Ziemi Świętej, mamelucki sułtan Al-Aszraf Chalil zajął kilka twierdz. Jego plany dalszej ekspansji kosztem Ilchanidów udaremniło jednak zamordowanie go w grudniu 1293 roku przez spisek mameluckiej arystokracji. Najważniejszym wydarzeniem panowania Gajchatu była próba wprowadzenia papierowego pieniądza, która zakończyła się kompletnym fiaskiem, i pogorszyła i tak kiepską sytuację gospodarczą w państwie.
Gajchatu został zamordowany w wyniku zamachu stanu, w którym prawdopodobnie brał udział krewny Arguna, Bajdu (1295), który zasiadł teraz na tronie. Wkrótce wybuchła jednak wojna pomiędzy nim i Ghazanem, który tym razem nie zamierzał rezygnować z ilchanatu. O wyniku walki przesądziło przejście Ghazana na islam, dzięki któremu pozyskał on dla swej sprawy wielu dotychczasowych zwolenników przeciwnika. Po sześciu miesiącach panowania Bajdu zginął stracony na rozkaz Ghazana (1295–1304).

## Panowanie Ghazana

Dwie gazele i dwie górskie kozy. Dwie strony rękopisu Manafi al-hajawan Ibn Bachtiszu wykonanego na polecenie Ghazana pod koniec XIII wieku. Morgan Library & Museum

Początki rządów Ghazana nie były łatwe. Buntowali się krewni ilchana, wybuchały niepokoje na wschodzie. Po raz kolejny zbuntował się Nauruz, który wcześniej sprzymierzył się z Ghazanem przeciwko Bajdu. Ostatecznie jednak w roku 1298 Ghazan pokonał go i stracił. Do roku 1299 udało mu się stłumić wszystkie bunty. Przyjęcie islamu przez Ghazana oznaczało odejście od polityki zgodnie z którą ilchan stojący na czele koczowniczej arystokracji traktował Iran jak podbity kraj, który może być przedmiotem eksploatacji. Świadectwem odejścia od koczowniczego stylu życia było choćby ustalenie stałej stolicy, którą został Tabriz. Ghazan zaczął rządzić za pomocą miejscowych muzułmanów, na czele z wezyrem Raszid ad-Dinem, którzy zaczęli przeciwstawiać się dowolności obciążeń nakładanych na ludność przez mongolsko-tureckie możnowładztwo. Z kolei dzięki ochronie ludności przed nieumiarkowanym zdzierstwem skarb mógł ściągnąć większe podatki (więcej o reformach Ghazana poniżej w sekcji poświęconej instytucjom i gospodarce w państwie Ilchanidów). Ilchan dbał także o poprawienie stanu armii, która podupadła, ponieważ do niższych rangą żołnierzy nie docierały środki przeznaczone na ich utrzymanie przez państwo, zatrzymywane przez wyższych dowódców. Czasy Ghazana to także szereg inwestycji w zakresie budowy dróg, kanałów, karawanserajów i madras. Ten proces utożsamiania interesów ilchanatu z interesem miejscowej muzułmańskiej ludności miał jednak także swoją drugą stronę. Przynajmniej przez pierwsze dwa lata swojego panowania Ghazan prześladował innowierców, burząc świątynie chrześcijan, Żydów i buddystów (mimo że właśnie buddystą był przed swoim przejściem na islam). Potem jednak zaprzestał prześladowań, a nawet zniósł dżizję.
Mimo tylu zajęć w zakresie polityki wewnętrznej Ghazan był aktywny również za granicą. W grudniu 1299 roku jego armia wdarła się do Syrii i pokonała Mameluków w bitwie pod Wadi al-Chazindar niedaleko Himsu. Mongołowie zajęli Aleppo i Damaszek, lecz już w kwietniu ilchan ewakuował swoje wojska z Syrii. Następna inwazja nastąpiła w zimie 1300/1301 roku, lecz obfite deszcze i śniegi udaremniły ruchy obu armii. Do decydującej rozprawy doszło w roku 1303, kiedy Mamelucy 22 kwietnia 1303 roku odnieśli zwycięstwo w bitwie pod Mardż al-Saffar w pobliżu Damaszku. Wojny Ilchanidów z Mamelukami wybuchały jeszcze dwukrotnie, jednak Ilchanidzi nigdy już rzeczywiście nie zagrozili swojemu zachodniemu sąsiadowi. Ghazan zmarł z przyczyn naturalnych w wieku zaledwie 33 lat, 11 maja 1304 roku.

## Ostatnie lata

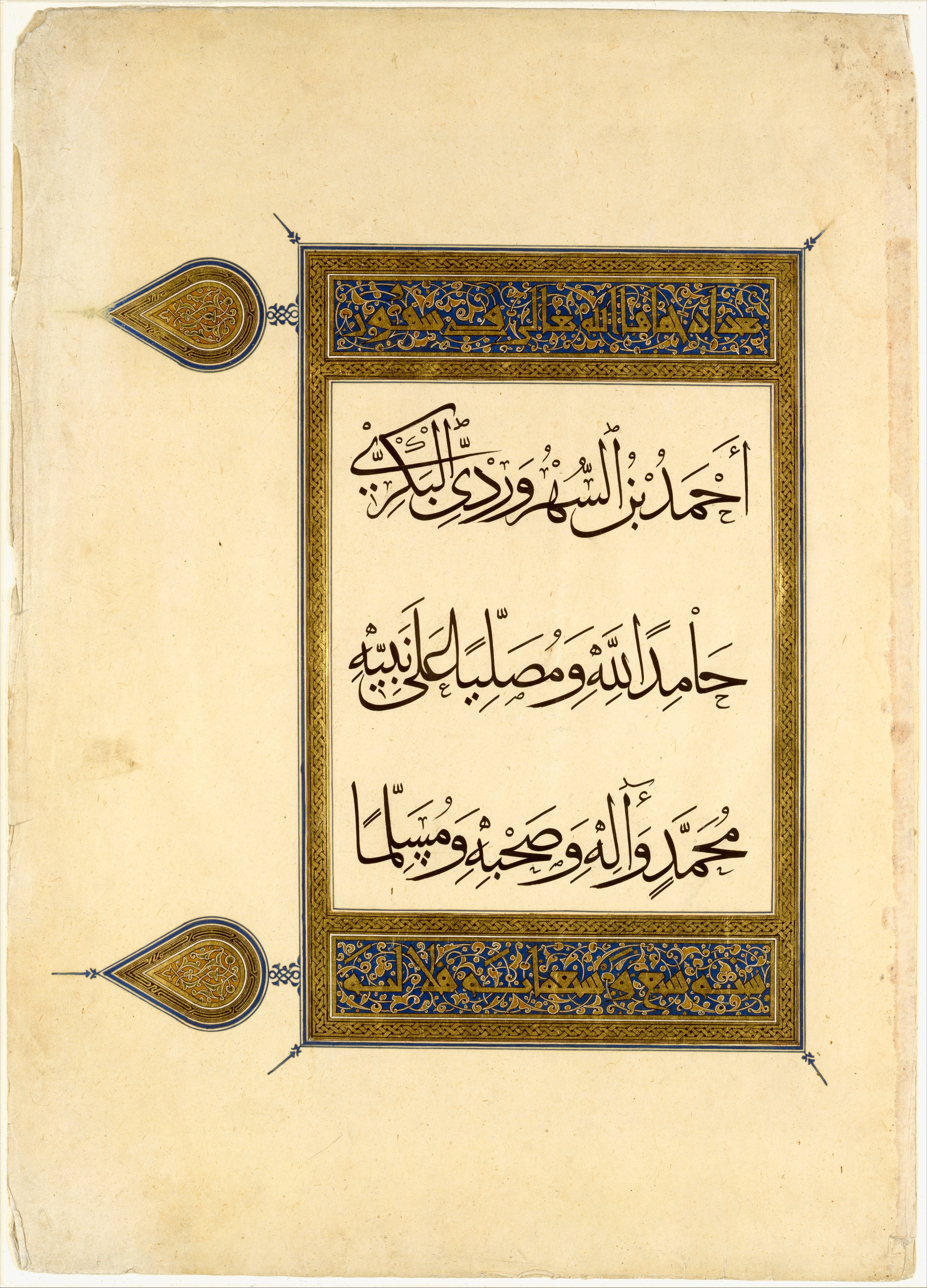
Stronica z manuskryptu Koranu autorstwa kaligrafa Ahmada as-Suhrawardiego, datowanego na rok 1307/1308 (obecnie w Metropolitan Museum of Art). Jest to jeden z serii koranicznych rękopisów powstałych na początku XIV wieku pod patronatem Ilchanidów, które „swymi wymiarami, formatem i wspaniałością prześcigały wszystkie wcześniejsze znane egzemplarze”

Politykę Ghazana w kwestiach gospodarczych kontynuował jego następca, Oldżajtu (1304–1316), który zachował Raszid ad-Dina na stanowisku wezyra. Przystąpił on także do budowy nowej stolicy, Soltanije, która dzięki jego wysiłkom stała się kwitnącą metropolią. Przywrócił on dżizję, ale w kwestii polityki religijnej najważniejszym wydarzeniem jego panowania był jego akces do szyizmu w roku 1310 i późniejsze nieudane próby narzucenia ludności tej odmiany islamu. Latem 1312 roku najechał on Mameluków, jednak tym razem kampanię Mongołów powstrzymała już nadgraniczna twierdza nad Eufratem, i w styczniu 1313 roku musieli się oni wycofać.
Oldżajtu zmarł 17 grudnia 1316 roku z powodu dolegliwości żołądkowych, co stronnictwu feudałów pozwoliło oskarżyć Raszid ad-Dina o otrucie ilchana. Stracono go 17 lipca 1318 roku. Za wydarzeniem tym stał głównodowodzący armią Czoban, który po śmierci Oldżajtu został regentem sprawującym opiekę nad jego dwunastoletnim synem, Abu Sa’idem (1317–1335).
Już w roku 1319 wybuchło powstanie w Chorasanie, kierowane przez uciekiniera z ułusu czagatajskiego, Jasawura, który skorzystał z kolejnej wojny Ilchanidów ze Złotą Ordą. Czoban jednak ostatecznie pokonał go i wyparł wojska Złotej Ordy z terenów Kaukazu. W roku 1320 uderzyli Mamelucy, którzy najechali podległą Ilchanidom Małą Armenię. Tym razem konflikt rozwiązano na drodze negocjacji, i w roku 1323, po ponad 60 latach niemal nieprzerwanych wojen, Mamelucy i Ilchanidzi zawarli trwały pokój.
Tymczasem wszechwładny Czoban otoczył się krewnymi, a koczownicza arystokracja przystąpiła do niwelowania niekorzystnych dla niej skutków reform Ghazana. Ludzie z otoczenia regenta czując się bezkarni dopuszczali się bezprawia, co doprowadzało do zamieszek. W roku 1322 zbuntował się syn Czobana, Timurtasz, którego rebelię zdławił osobiście ojciec, uzyskując następnie dla swojego dziecka przebaczenie ilchana. Kiedy jednak wkrótce zbuntował się drugi syn Czobana, Dimiszk-chodża, to w roku 1327 został ścięty. Czoban zareagował na to wznieceniem buntu, lecz gdy przyszło do walnej rozprawy z ilchanem większość stronników go opuściła, tak że jeszcze w tym samym roku podzielił on los syna. Usamodzielniony Abu Said powrócił do polityki Ghazana, w roku 1328 mianując wezyrem syna Raszid ad-Dina Ghijas ad-Dina Mohammada. To jednak nieuchronnie prowadziło do konfliktu z koczowniczą arystokracją, która w czasach regencji Czobana pomnażała swoje dochody i przywileje kosztem państwa. W związku z powyższym ciągle wybuchały w nim powstania wzniecane przez feudałów, a ten brak stabilizacji doprowadzał do ruiny pogrążony w głębokim kryzysie kraj. Abu Sa’id zmarł 30 listopada 1335 roku, nie pozostawiając po sobie męskiego potomka. W wyniku mordowania wyimaginowanych lub prawdziwych konspiratorów z rodziny królewskiej przez Ghazana i Oldżajtu pozostało bardzo niewielu Hulagidów. Ważniejsze było jednak to, że kraj utracił spoistość, stronnictwa irańskiej biurokracji i koczowników przestało łączyć jakiekolwiek poczucie wspólnych interesów, a na ten konflikt nakładały się jeszcze separatyzmy lokalne. W rezultacie po śmierci Abu Sa’ida wybuchła wojna domowa, która nie doprowadziła do wyłonienia jednego zwycięzcy, który mógłby zająć pozycję kolejnego ilchana. Państwo Ilchanidów rozpadło się na państwa m.in. Czobanidów, Dżalajirydów, Mozaffarydów i Sarbedarów.

## Organizacja państwa i sytuacja społeczno-gospodarcza

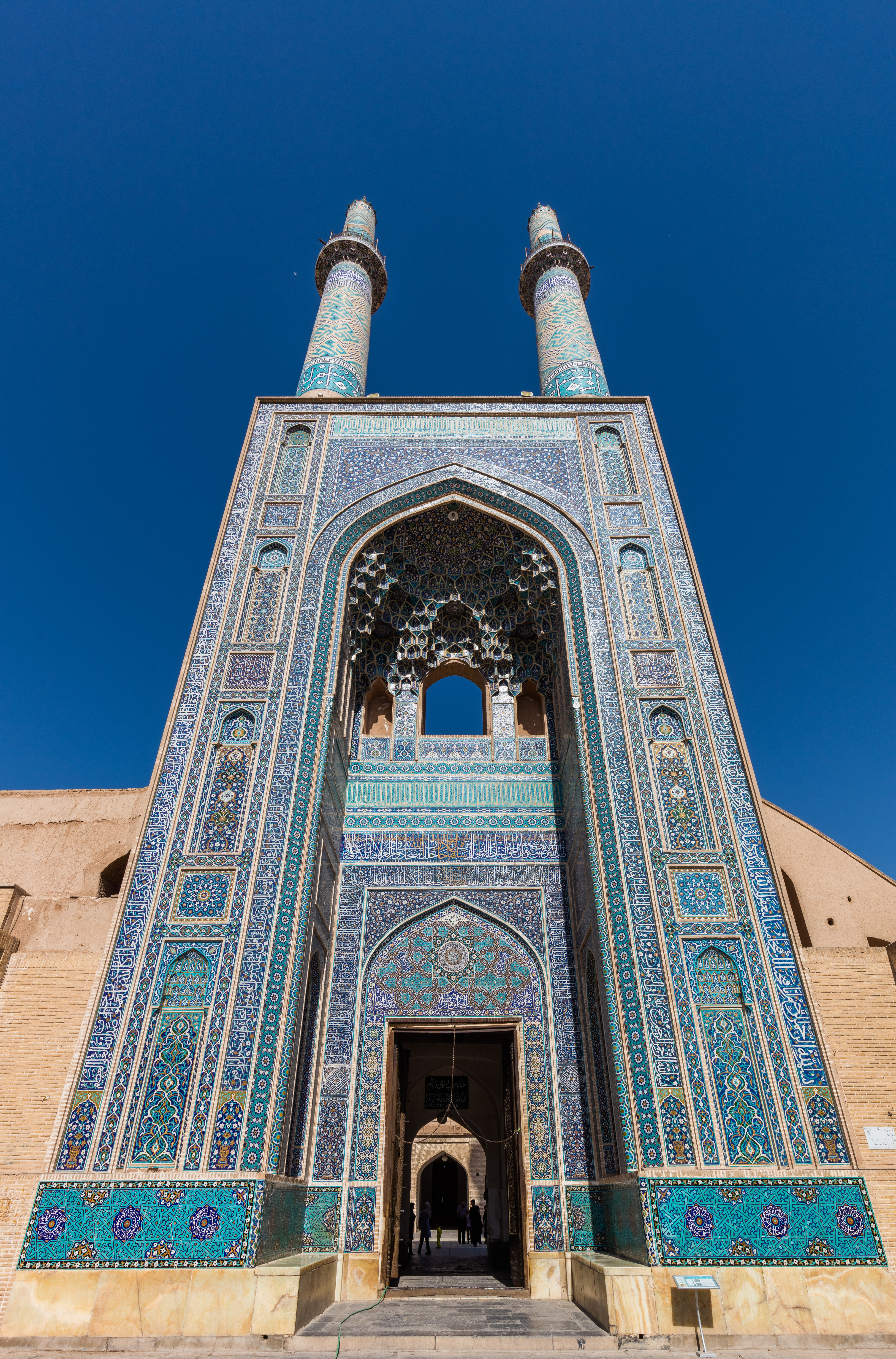
Monumentalny ejwan Meczetu Piątkowego w Jazdzie zbudowanego w latach 1325-1334

Formalnie rzecz biorąc stojący na czele państwa Ilchan podlegał Wielkiemu Chanowi, będącemu jednocześnie chińskim cesarzem (zobacz: Dynastia Yuan). Ghazan zaprzestał informowania o tej podległości na swoich monetach, a tytuł ilchana był odtąd rzadziej używany, jednak Wielki Chan nadal miał wysokiego przedstawiciela na dworze Ilchanidów, którzy do końca swojego istnienia nie zanegowali jego formalnej zwierzchności. 
Na czele cywilnej administracji stał wezyr, któremu podlegał skarbiec. Do jego obowiązków należał nadzór nad zbieraniem podatków i wydatkami państwa. Do czasów Ghazana zbieranie podatków oddawano najczęściej w ręce dzierżawców, którzy mogli zebrać z wydzierżawionego terenu tyle podatku ile zechcieli, oczywiście pod warunkiem oddania odpowiedniej sumy państwu. Wezyr miał także nadzór nad dobrami ilchana i jego rodziny. Cała ziemia dzieliła się na cztery kategorie: ziemie państwowe (diwani), ziemie chana i jego rodziny (chass indżu), ziemie prywatne (mulki) i ziemie należące do fundacji, to jest wakfów. Teoretycznie dochody z ziem pierwszej kategorii miały iść na prywatne wydatki władcy i jego rodziny, a z drugiej na cele państwowe, w praktyce jednak rozdział ten nie był przestrzegany. Z ziem diwani przydzielano także ikta, na których opierała się armia.
Specyfiką systemu mongolskiego było to, że ikta nadawano tylko wyższym dowódcom, zaś żołnierze niżsi rangą służyli za wynagrodzenie w naturze, ubranie, wyżywienie ich zwierząt i ich samych. System ten nie sprawdzał się w praktyce – żołnierze niższych rang byli biedni, a przez to często źle uzbrojeni i wyszkoleni. Ghazan rozdzielając ikta wyższym dowódcom nakazał rozdzielać następnie ziemie pomiędzy szeregowych członków ich jednostek, co poprawiło stan armii. Wojsko dzieliło się jak za Czyngis-chana na drużyny, sotnie, mingany i tümeny. Dowódcy jednostek do minganu włącznie nosili tytuł emira lub bega, dowódcy tumenu – nojona.
Przez cały okres panowania Ilchanidów Mongołowie, którzy zmieszali się z Turkami, tworząc szybko jedną mongolsko-turecką grupę panującą, pozostali koczownikami. Sam ilchan, mimo że teoretycznie istniała stolica państwa, bezustannie przemieszczał się wraz ze swoim złożonym z namiotów obozem. Panujący koczownicy nie wykazywali zbytniego zrozumienia dla uprawy roli i życia miejskiego, byli więc nastawieni na przejęcie ziemi pod pastwiska lub ewentualnie rabunkową eksploatację mieszczan i rolników. Podstawowym podatkiem był charadż, podatek dochodowy, do którego często dochodził domiar (far'). Nowym podatkiem wprowadzonym przez Mongołów był kupczur, obowiązujący początkowo tylko koczowników, a wynoszący 1 procent od stada. Wkrótce rozciągnięto go także na chłopów i rzemieślników. Na rzemieślnikach ciążył także nowy podatek nazywany tamgą, który był dużym obciążeniem. Ludność miała obowiązek utrzymywania zatrzymujących się w danej miejscowości dostojników państwowych, a także kurierów, oraz dostarczania żywności i wody armii w czasie przemarszu. Ciążył na niej także ciężar utrzymania w należytym stanie kanałów i budowania warowni oraz dróg.
Obciążenia podatkowe były więc duże, najgorsza jednak była ich nieprzewidywalność. Dzierżawcy podatków pobierali je często więcej niż raz, zatrzymując nadwyżkę dla siebie. Tę sytuację starał się zmienić Ghazan, który wprowadził państwowych poborców oraz kazał ustalić maksymalną kwotę podatków jaką można ściągnąć z każdej jednostki administracyjnej. Sumy te były umieszczane na tablicach w centralnym miejscu danego terytorium, np. przy meczecie, kościele, bramie do wsi lub specjalnym miejscu wskazanym przez miejscowych koczowników. Poza tym decyzje określające wymiar podatku miały być przechowywane w centralnym archiwum państwowym, tak że teoretycznie nie były możliwe jakiekolwiek dodatkowe obciążenia. Ghazan wycofał ponadto papierowe asygnaty wprowadzone przez Gajchatu i przeprowadził reformę monetarną, opierając system walutowy na nowym srebrnym dirhemie.
Głównym źródłem naszej wiedzy o reformach Ghazana jest Raszid ad-Din, co jest o tyle problematyczne, że był on jednocześnie głównym ich autorem. Dzisiejsi historycy wątpią w to, że doprowadziły one do tak radykalnego przełomu w irańskiej gospodarce jak to opisywał Raszid, ale niewątpliwie jej stan w ich wyniku się poprawił. Mimo to okres panowania Ilchanidów jako całość powszechnie uznaje się za czas ekonomicznego regresu, spowodowanego zarówno zniszczeniami okresu podboju, jak i późniejszą złą polityką gospodarczą. Niedawne studium George Lane'a zwraca jednak uwagę na zróżnicowanie sytuacji poszczególnych regionów. Irak, Al-Dżazira i Chorasan nie osiągnęły poziomu gospodarczego sprzed mongolskiego najazdu, ale Fars czy Kerman odbudowały się, a ulubiony przez ilchanów Azerbejdżan wręcz rozkwitał. Chociaż więc sytuacja gospodarcza była gorsza niż we wcześniejszych okresach historii Iranu, to wydaje się, że w państwie Ilchanidów wcale nie panował endemiczny kryzys gospodarczy, jak to przedstawiano w dawniejszej literaturze.

## Ilchanowie
- Hulagu-chan (1256–1265)
- Abaka (1265–1282)
- Ahmad Tokudar (1282–1284)
- Argun (1284–1291)
- Gajchatu (1291–1295)
- Bajdu (1295)
- Mahmud Ghazan (1295–1304)
- Oldżajtu (1304–1316)
- Abu Sa’id (1317–1335)
- Arpa (1335–1336)
- Musa (1336–1337)
- Muhammad (1336–1338)
- Sati Beg (1338–1339)
- Sulajman (1339–1343)
- Dżahan Temür (1339–1340)
- Anusirvan (1343–1356)
- Ghazan II (1356–1357)